# Nationaal park Chapada Diamantina
Het Nationaal park Chapada Diamantina (Portugees: Parque Nacional da Chapada Diamantina) is een natuurpark in de Braziliaanse staat Bahia. Het park strekt zich uit over een oppervlakte van 154.000 hectare en bestaat onder meer uit tropische bossen, een 60 meter diepe meer gelegen in een grot en de 80 meter hoge waterval Cachoeira da Fumaça. De dierenwereld omvat onder andere papegaaiachtigen, hertachtigen en knaagdieren, waaronder de capibara. Het park ligt in het gelijknamig gebied nabij de stad Lençóis en staat onder beheer van het Instituto Chico Mendes de Conservação da Biodiversidade.

## Geschiedenis
In de omgeving van het park werden er vanaf 1844 diamanten gewonnen. Nadat het diamantveld uitgeput raakte verliet een groot deel van de bevolking de streek. Ten gevolge daarvan kregen de flora en de fauna in het park vrij spel. In 1985 werd één deel van het gebied waartoe het park toebehoort wegens de inspanningen van een Nederlandse natuurbeschermer door toenmalige president Sarney tot beschermd gebied verklaard.

## Ecosysteem

### Flora
De flora omvat typische Caatinga xerofytische formaties op hoogten van ongeveer 500 tot 900 meter, Atlantisch Woud-vegetatie langs de waterlopen, weiden en rotsachtige velden hogerop. Tot endemische flora behoren Adamantinia miltonioides, Cattleya elongata, Cattleya tenuis, Cattleya x tenuata, Cleites libonni en Cleistes metallina.

### Fauna
Er zijn weinig grote zoogdieren, maar wel veel soorten kleine zoogdieren, zoals reptielen, amfibieën, vogels en insecten. Tot endemische fauna behoort de groenbuikvizierkolibrie (Augastes lumachella).

### Geologie
Het park ligt in de Chapada Diamantina, een plateau begrensd door kliffen van 41.751 vierkante kilometer in het centrum van de staat Bahia. Hoogtes in het plateau variëren meestal van 500 tot 1.000 meter. In de meer bergachtige delen zijn er verschillende pieken van 1.600 tot 1.800 meter en een paar meer dan 2.000 meter . Het plateau vormt een waterscheiding, die aan de ene kant uitmondt in de rivier São Francisco en aan de andere kant in de rivierien De Contas en Paraguaçu.

## Afbeeldingen

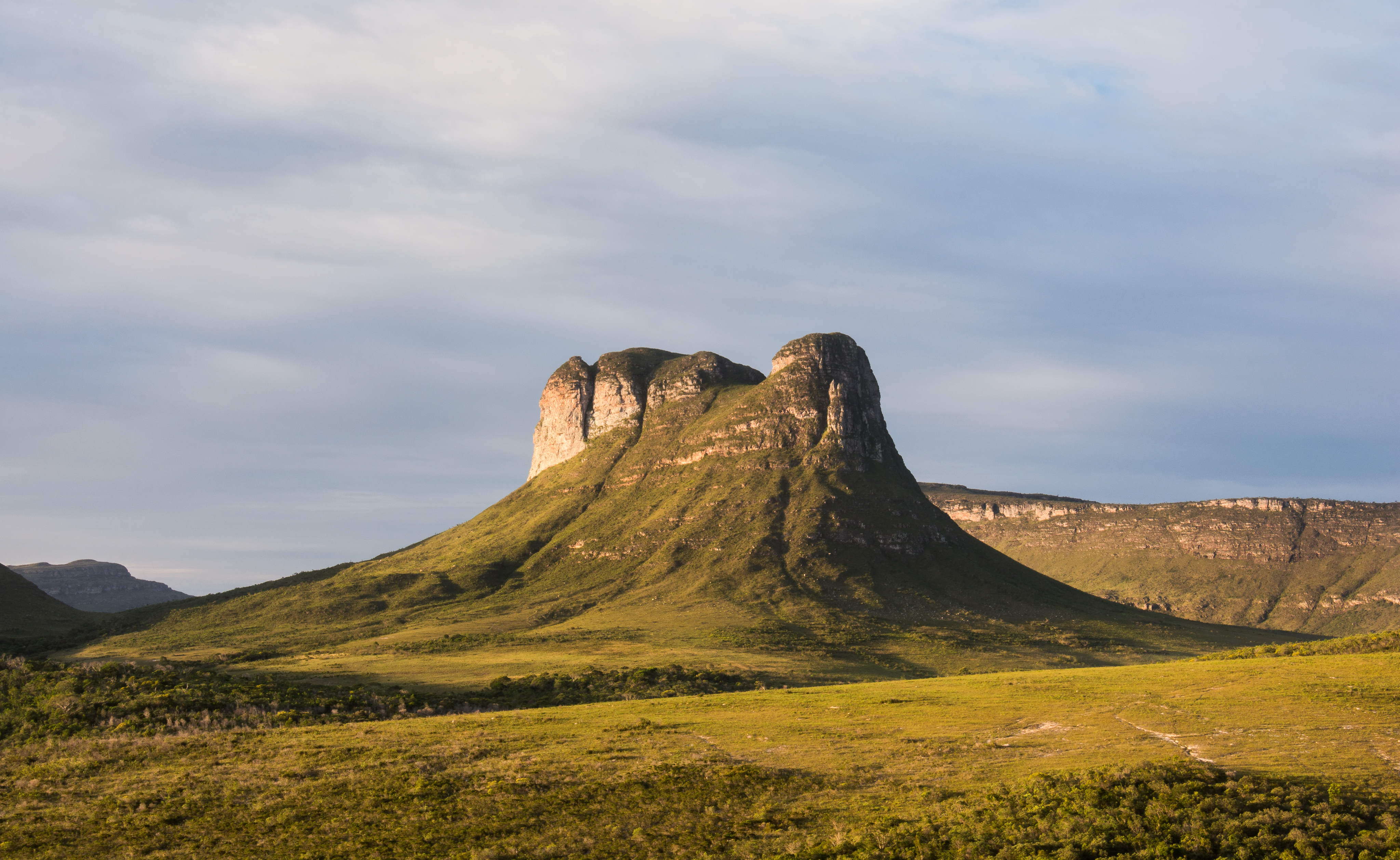
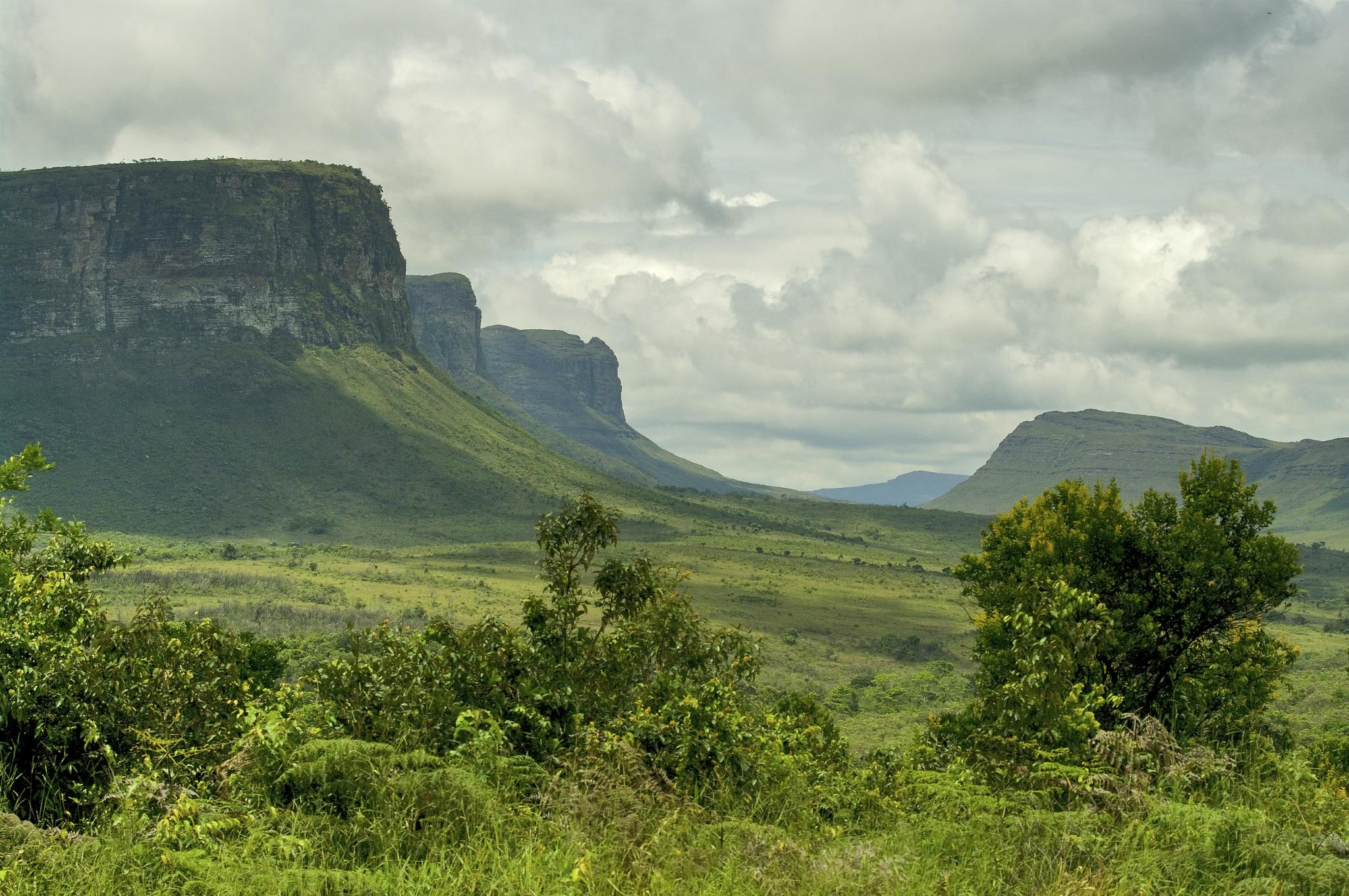
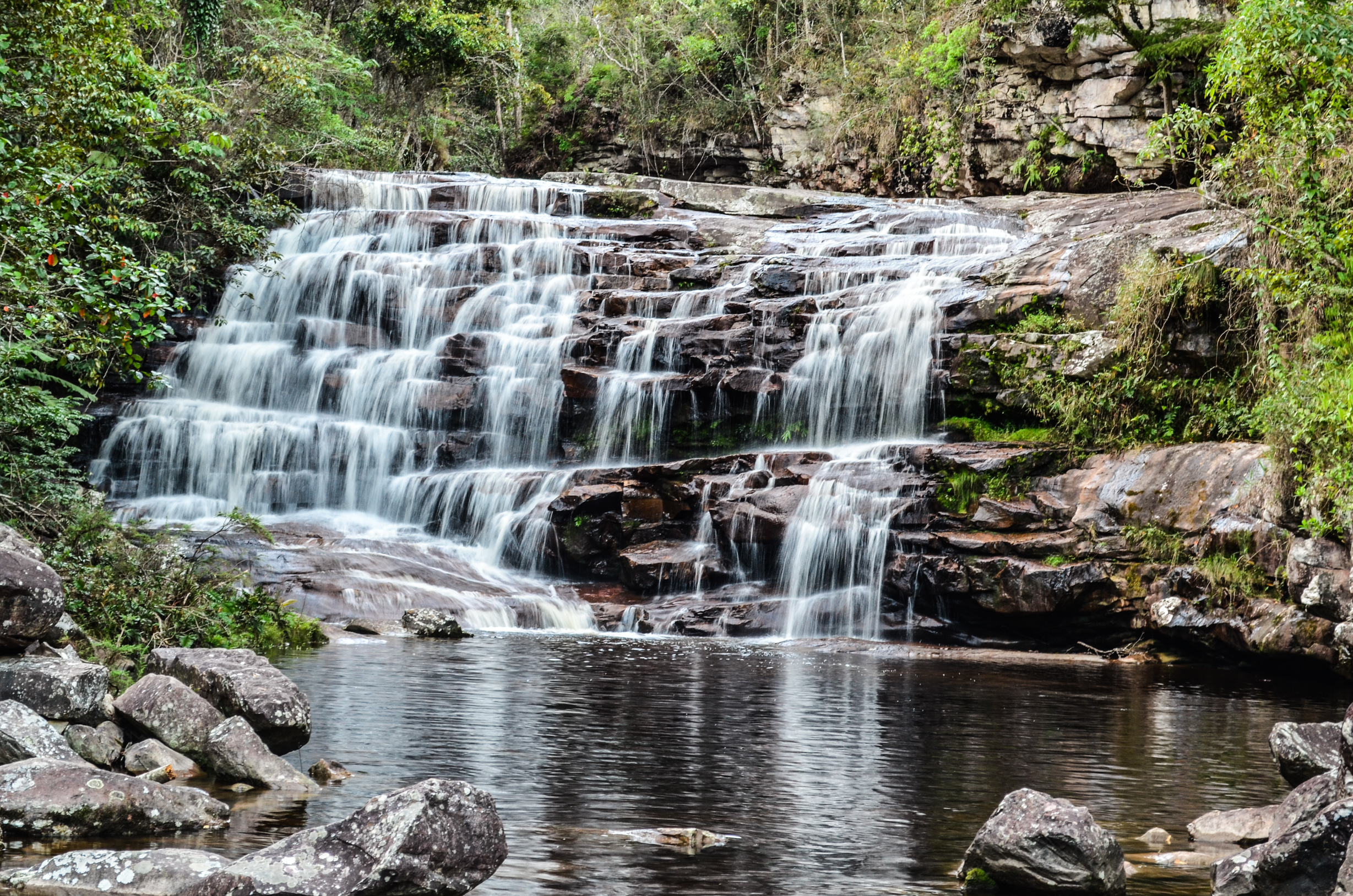
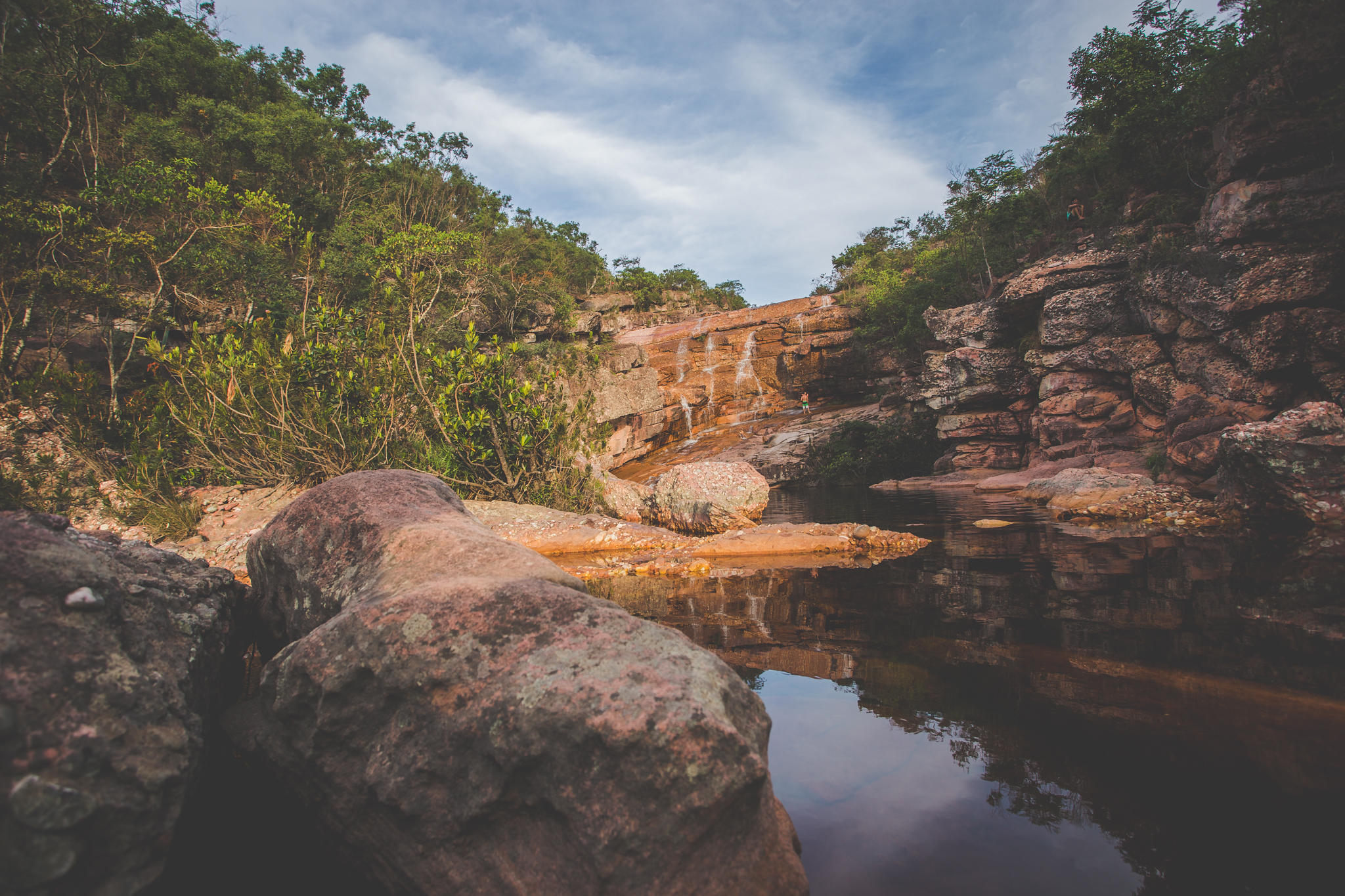

Abrolhos · 
Amazônia · 
Aparados da Serra · 
Araguaia · 
Araucárias · 
Boa Nova · 
Brasília · 
Cabo Orange · 
Campos Amazônicos · 
Campos Gerais · 
Caparaó · 
Catimbau · 
Cavernas do Peruaçu · 
Chapada das Mesas · 
Chapada Diamantina · 
Chapada dos Guimarães · 
Chapada dos Veadeiros · 
Descobrimento · 
Emas · 
Fernando de Noronha · 
Grande Sertão Veredas · 
Iguaçu · 
Ilha Grande · 
Itatiaia · 
Jamanxim · 
Jaú · 
Jericoacoara · 
Juruena · 
Lagoa do Peixe · 
Lençóis Maranhenses · 
Montanhas do Tumucumaque · 
Monte Pascoal · 
Monte Roraima · 
Nascentes do Rio Parnaíba · 
Pacaás Novos · 
Pantanal Matogrossense · 
Pau Brasil · 
Pico da Neblina · 
Pontões Capixabas · 
Restinga de Jurubatiba · 
Rio Novo · 
Saint-Hilaire/Lange · 
São Joaquim · 
Sempre Vivas · 
Serra da Bocaina · 
Serra da Bodoquena · 
Serra da Canastra · 
Serra da Capivara · 
Serra da Cutia · 
Serra da Mocidade · 
Serra das Confusões · 
Serra de Itabaiana · 
Serra do Cipó · 
Serra do Divisor · 
Serra do Itajaí · 
Serra do Pardo · 
Serra dos Órgãos · 
Serra Geral · 
Sete Cidades · 
Superagüi · 
Tijuca · 
Ubajara · 
Viruá